# نرمتن‌خوار
نرمتن‌خوار (molluscivore) جانور گوشتخواری است که متخصص در تغذیه نرم‌تنان مانند شکم‌پایان، دوکفه‌ای‌ها، بازودپایان و سرپایان است. نرمتن‌خواران شناخته‌شده شامل نرم‌تنان شکارچی (و اغلب همنوع‌خوار) متعدد (مانند هشت‌پا، صدف فرفری، حلزون دکلته و مته صدف)، بندپایان مانند خرچنگ‌ها و لارو کرم شب‌تاب و مهره‌دارانی مانند ماهی، پرندگان و پستانداران هستند. نرم‌تن‌خواری به روش‌های مختلف توسط برخی از جانوران که به شدت با این روش تغذیه سازگار هستند، انجام می‌شود. رفتاری مشابه، دوروفاژی، تغذیه جانورانی را توصیف می‌کند که ارگانیسم‌های دارای پوسته سخت یا دارای اسکلت بیرونی، مانند مرجان‌ها، نرم‌تنان پوسته‌دار یا خرچنگ‌ها را مصرف می‌کنند.

## نگارخانه

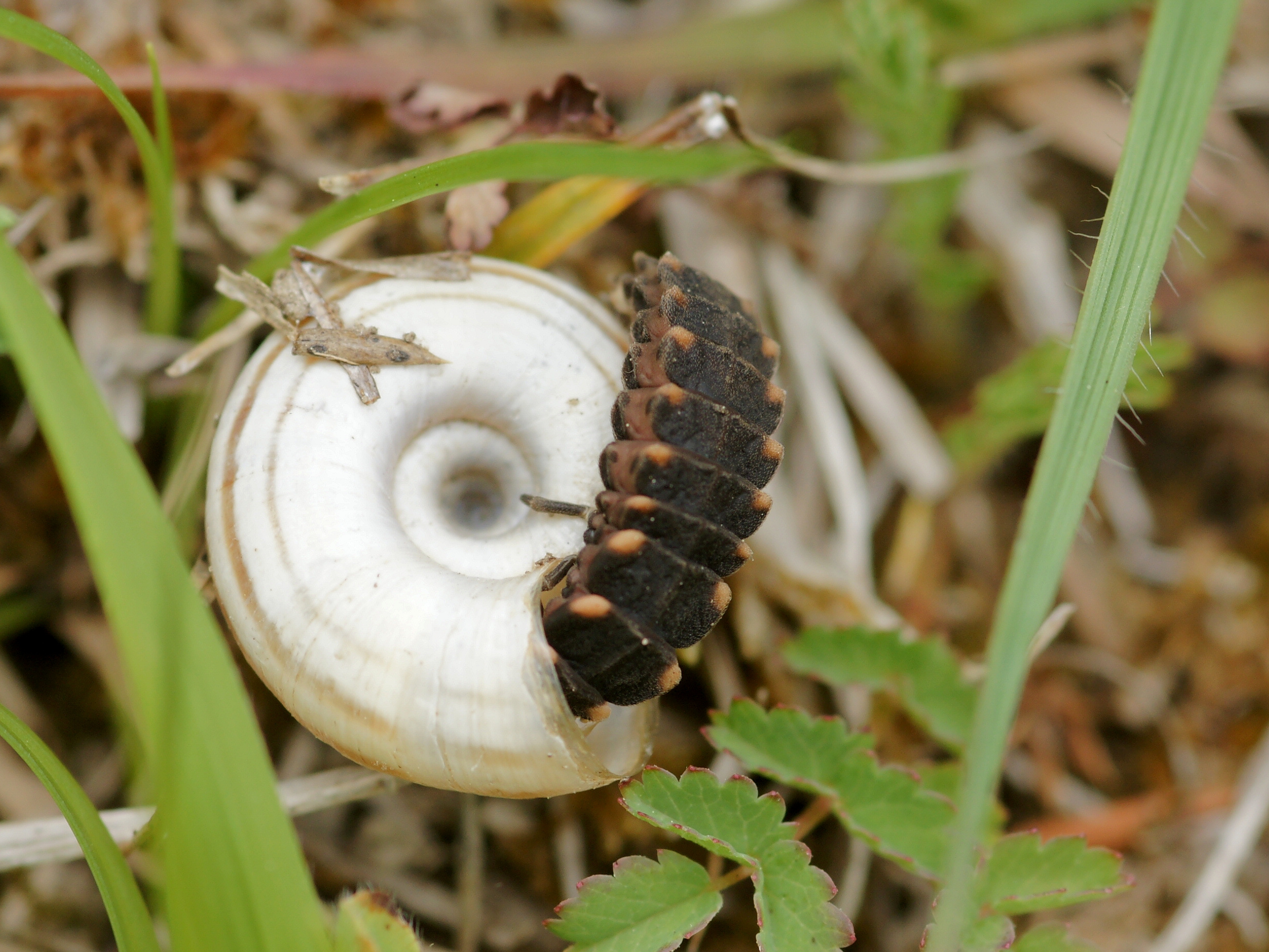
لارو کرم شب‌تاب معمولی که حلزون‌ها را شکار می‌کند
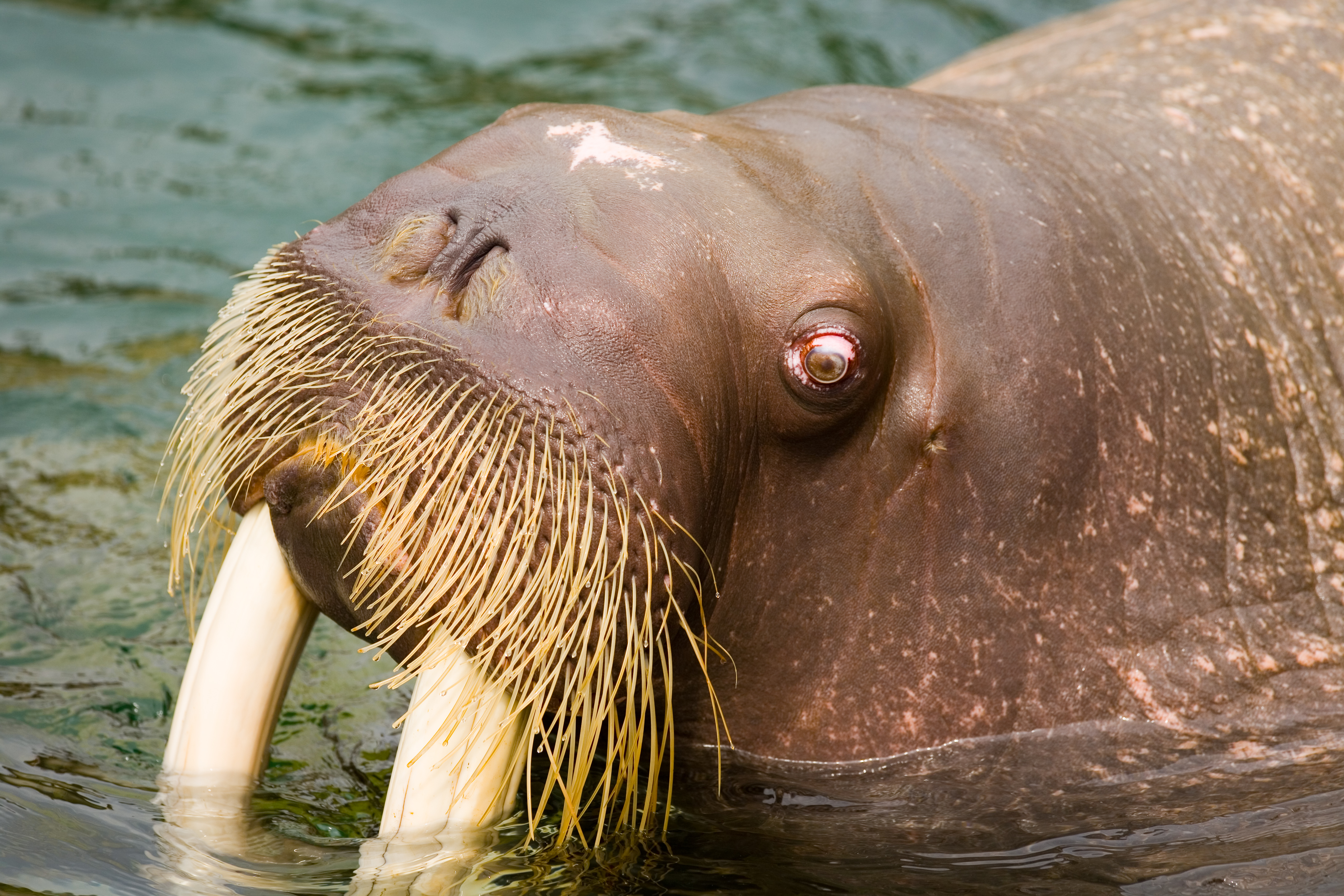
گراز دریایی، نرمتن‌خوار آبزی
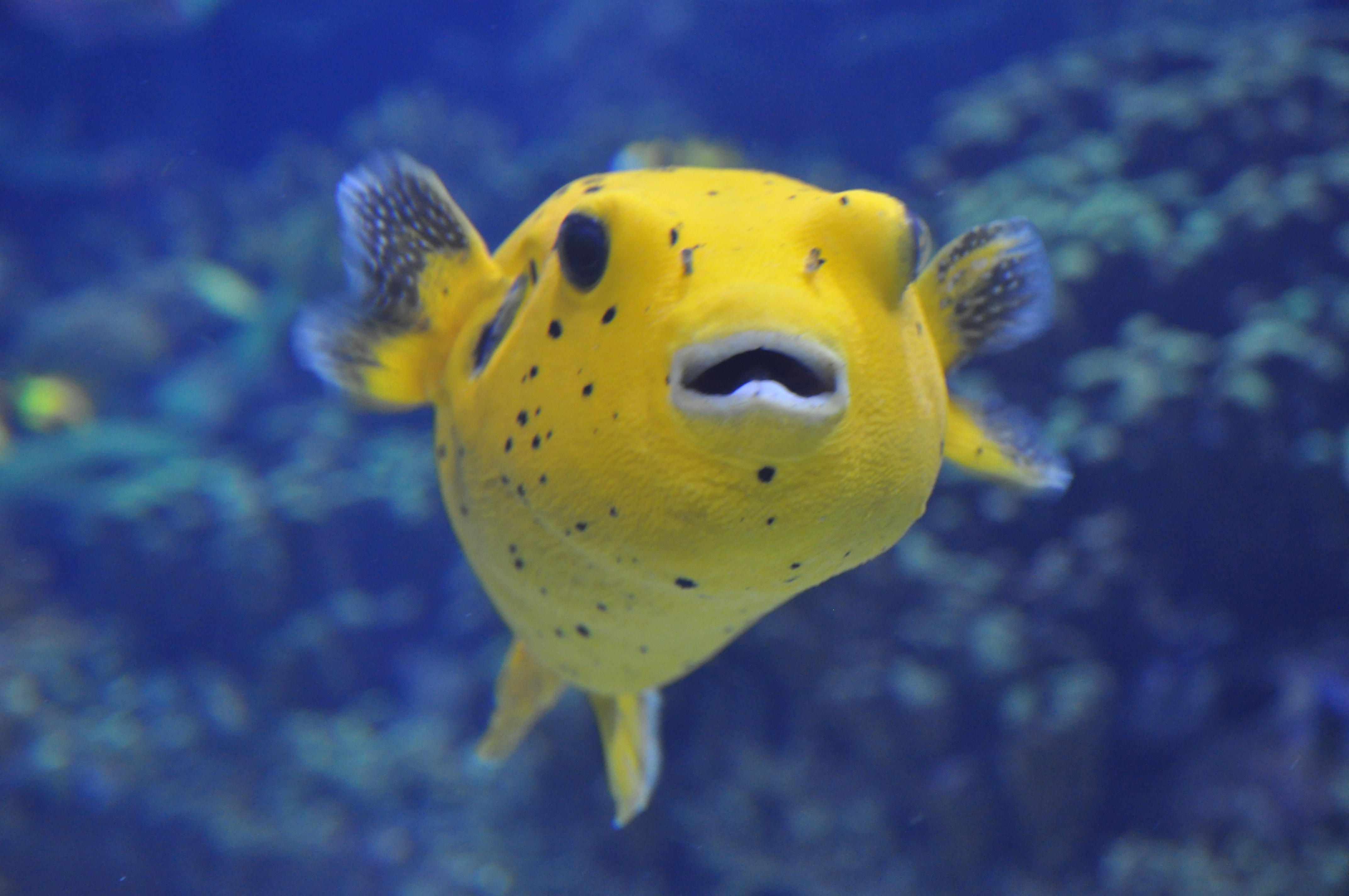
ماهی بادکنکی خالدار، نرمتن‌خوار
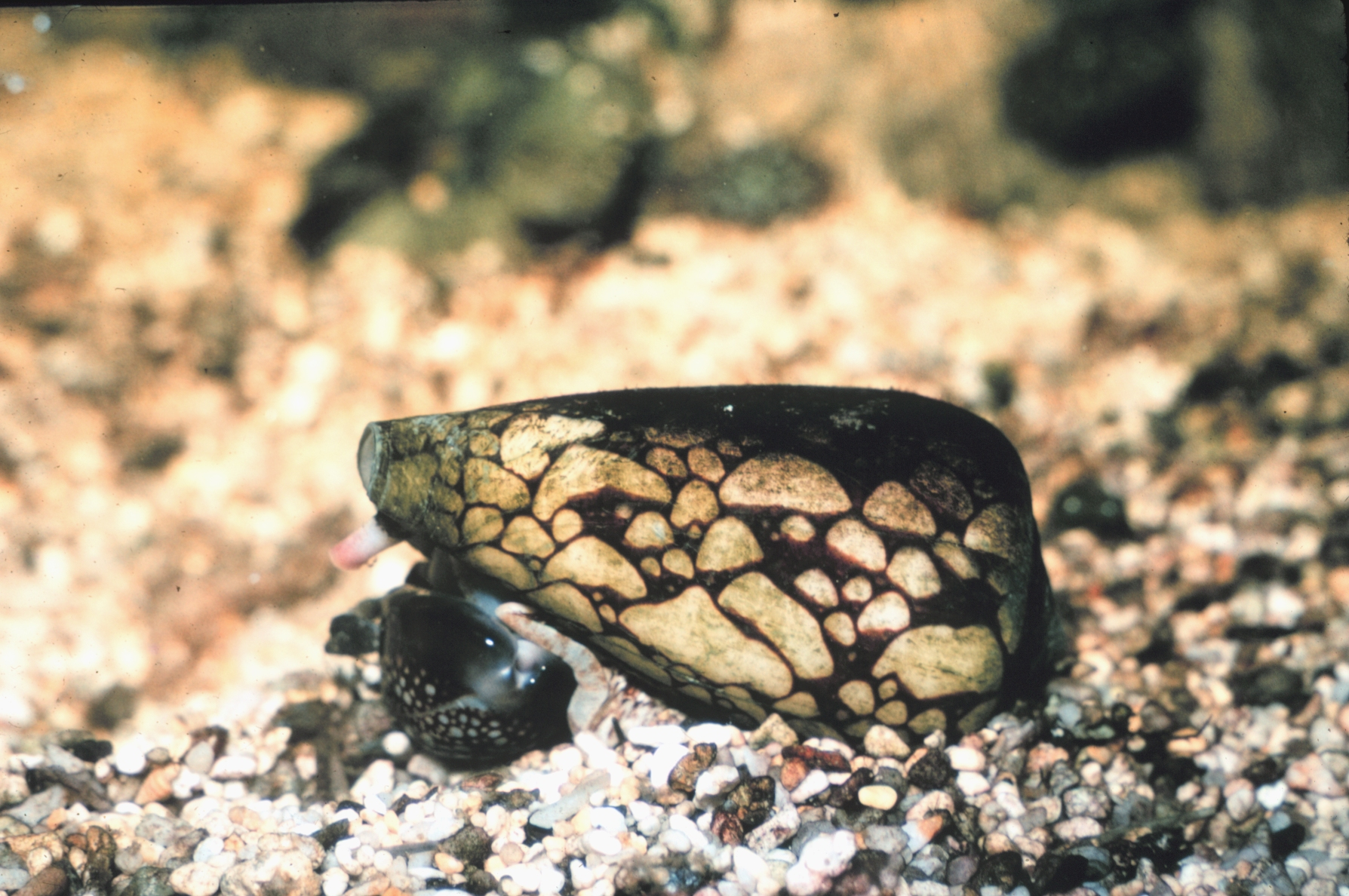
حلزون مخروطی که از یک کوری تغذیه می‌کند